# 中国地区百科全书
中国地区百科全书是一类专门介绍中国各省、市、或跨地区的地理、历史、经济、政治、文化、教育、科学、体育、宗教、风俗情况的百科全书。它曾被列入八五计划重点图书、国家十年出版计划。最初计划每个省、市、自治区、特别行政区各出一本，所有省会、首府、计划单列市各出一本，总共至少67本。而每本容量多超过200万字。国家新闻出版总署曾于1991年至1996年先后发过3份文件支持该套丛书。:61-64
中国最早出版的地区百科全书是1991年问世的《黑龙江百科全书》。孙关龙、梅益、黄鸿森、金常政等人发表过关于此类书籍编纂的论著。中国大百科全书曾专门组建地区百科全书编辑部负责编纂事物，每一地区百科全书的编纂队伍需要动员几百至上千的作者。

## 特点
地区百科全书突出知识概念的地方性，比如“香蕉”条，在地方百科全书中就不会介绍它的一般特性，以及在世界上的分部情况。《广东百科全书》的该条目主要介绍它在广东的栽培史、种类、特性和价值。地区百科全书的条目不强调学术体系，而强调实用和通俗。由于介绍地方性知识，不同地区的百科全书，学科体系可能有较大差别。比如广东、广西、海南的地区百科全书海洋类知识较多，云南、青海、广西的地区百科全书中涉及民族的知识较多。:23-25

## 一级政区百科全书
1991年的《黑龙江百科全书》是最早出版的中国地区百科全书，初版175万字，词条6600多个。2007年推出新版，修订耗时3年时间。其编辑团队是从《黑龙江年鉴》的编辑中选出的，撰稿者500多人。该书的一个特点是以板块形式展示重要事务，如五大连池版块、大庆油田版块、农垦版块、哈尔滨工业大学版块。1994年出版的《广西百科全书》则是少数民族地区首部地区百科，编辑耗时3年，共250万字、词条5000多个。其他已出版地区百科的一级行政区还有陕西、安徽、天津、四川、青海、宁夏、云南、海南、湖南、重庆、新疆、西藏、吉林、贵州等等。